# Aribert Heymann
Aribert Heymann   (Berlín, 9 de desembre de 1898 - 1946) va ser un jugador d'hoquei sobre herba alemany que va competir durant la dècada de 1920 i 1930.
El 1928 va prendre part en els Jocs Olímpics d'Amsterdam, on va guanyar la medalla de bronze com a membre de l'equip alemany en la competició d'hoquei sobre herba. Fou 12 vegades internacional entre 1924 i 1931.